# Alexandra
Alexandra je žensko osebno ime.

## Izvor imena
Ime Alexandra (grško Αλεξάνδρα) je v Sloveniji različica ženskega osebnega imena Aleksandra.

## Pogostost imena
Po podatkih Statističnega urada Republike Slovenije je bilo na dan 5. januarja 2025 v Sloveniji število ženskih oseb z imenom Alexandra: 87.

## Osebni praznik
Osebe z imenom Alexandra lahko godujejo takrat kot osebe z imenom Aleksander.